# Weyrauchia aeruginosa
Weyrauchia aeruginosa är en skalbaggsart som beskrevs av Monné M. L. 2004. Weyrauchia aeruginosa ingår i släktet Weyrauchia och familjen långhorningar. Inga underarter finns listade i Catalogue of Life.